# Skansen Kultury Łemkowskiej w Zyndranowej

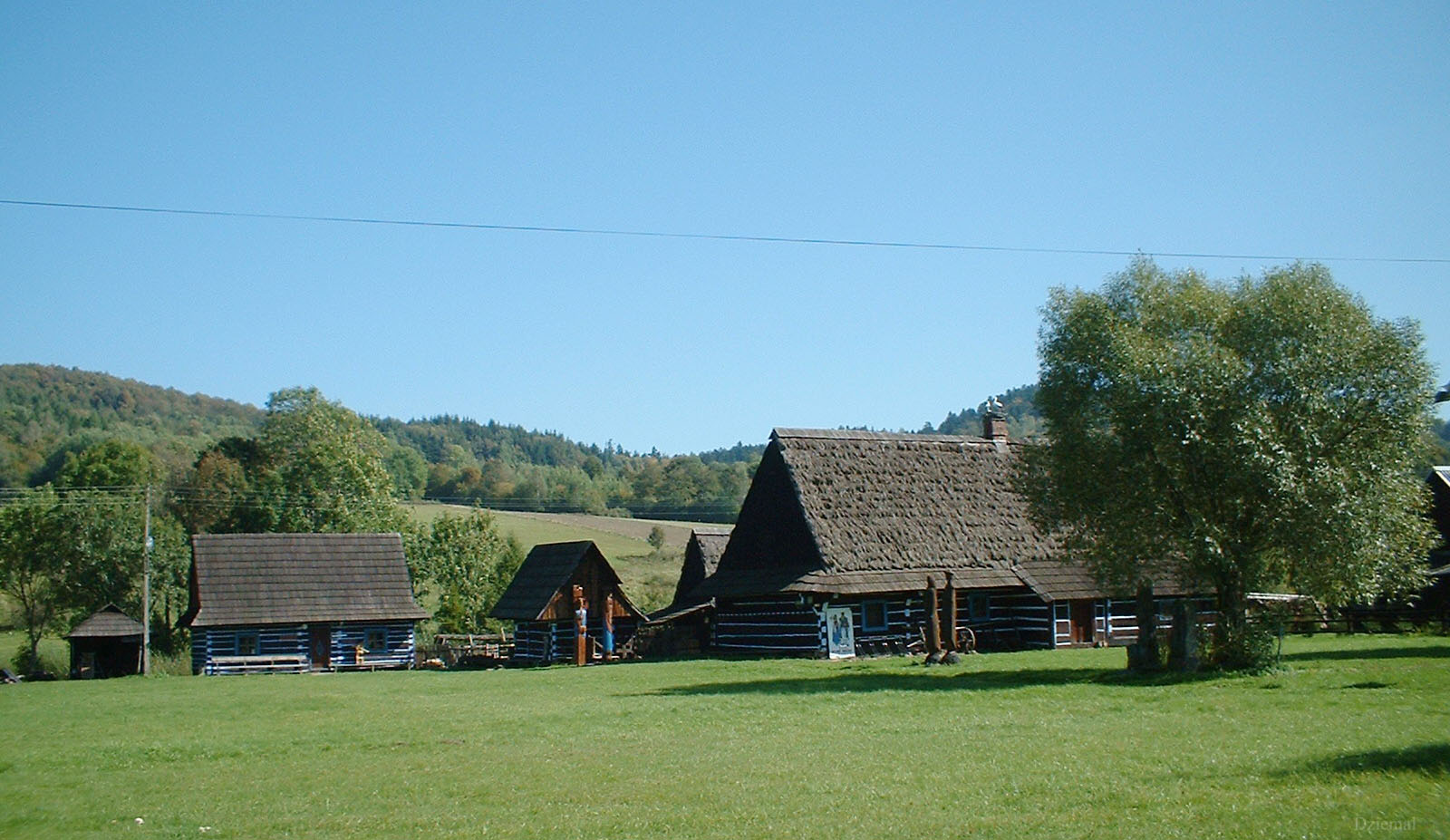
Skansen Kultury Łemkowskiej.

Skansen Kultury Łemkowskiej w Zyndranowej powstał w 1968 roku dzięki staraniom rdzennego mieszkańca Zyndranowej – Teodora Gocza. Przez wiele lat muzeum funkcjonowało jako placówka prywatna, najpierw w formie Izby Pamiątek w domu opiekuna i pomysłodawcy, później jako skansen wydzielony na terenie wsi. Obecnie muzeum ma status Oddziału Muzeum Podkarpackiego w Krośnie.
Skansen powstał w zagrodzie łemkowskiej datowanej na koniec XIX wieku, będącej niegdyś własnością pradziadka Teodora Gocza, Teodora Kukieły (1862-1955), pisarza gromadzkiego. Gocz otrzymał ją w spadku, a kiedy wybudował nowy dom, chyżę pradziadka przeznaczył na izbę pamiątek. Wśród eksponatów znajdowały się stroje, przedmioty codziennego użytku i wytwory kultury Łemków. Muzeum przez wiele lat rozbudowywane i utrzymywane przez Teodora Gocza, dopiero w 1990 roku doczekało się dofinansowania przez krośnieńskiego Wojewódzkiego Konserwatora Zabytków.
Głównym obiektem skansenu jest chyża (хижа) Teodora Kukieły pochodząca z 1860 roku. Do kurnej chaty w 1901 roku dobudowano kuchnię oraz komin. Stajnia pochodzi z 1923 roku, a chlew z 1934. Wnętrze chaty jest rekonstrukcją biura pisarza wiejskiego, z archiwaliami, książkami, listami i zdjęciami z terenu Łemkowszczyzny. W osobnym pomieszczeniu, tzw. komorze zgromadzono eksponaty sakralne: fragmenty żeliwnych krzyży, szaty liturgiczne, kopie ikon. Znajduje się tu również bogata kolekcja pisanek, zdobionych w tradycyjne łemkowskie wzory.
Z narzędzi i przedmiotów gospodarczych można zobaczyć cepy, krosna, żarna.
Muzeum zgromadziło też pamiątki wojenne po operacji na Przełęczy Dukielskiej: mundury, hełmy, broń, odłamki. W roku 1975 wystawiono na terenie skansenu pomnik poległych w walkach żołnierzy. W grudniu 1976 władze nakazały wojsku wysadzić go w powietrze. Obecnie o zmaganiach na przełęczy przypomina niewielki pomnik oraz drugi, upamiętniający Łemków – ofiar obozów w Talerhofie i Jaworznie.
W obrębie skansenu jest ponadto studnia z żurawiem, wiatrak z Wapiennego, kapliczka, cygańska kuźnia z Olchowca. Łemkowskich artystów W. Chylaka i I. Rusenka uczczono tablicami pamiątkowymi.
Jednym z obiektów skansenu jest chata żydowska, dawna własność rodziny Zalmana. W otwarciu ekspozycji judaiców związanych z regionem wziął udział sponsor, a zarazem jedyny ocalały z zawieruchy wojennej Żyd zyndranowski, Samuel Oliner, obecnie zamieszkały w USA. Obok chaty zgromadzono potrzaskane macewy, z których niegdyś, odwróconych napisami do spodu, układano dukty.
Od 1992 roku skansen jest organizatorem dorocznego Święta Tradycji Łemkowskiej na Pograniczu Kultur Od Rusal do Jana (Од Русаля до Яна). Corocznie biorą w nim udział Łemkowie z Polski i zagranicy oraz turyści.
Staraniem Teodora Gocza, zmarłego 5 czerwca 2018, skansen wydaje miesięcznik redagowany przez autorów piszących po łemkowsku i po polsku, poświęcony kulturze Łemków Zahoroda (Загорода).